# Gabrijel Berlič
Gabrijel Berlič, slovenski politik, poslanec, biolog, kemik in pedagog, * 7. maj 1946, Ptuj
Poklicno pot je začel kot vzgojitelj v domovih za mladostnike z osebnostnimi in vedenjskimi težavami (Radeče, Višnja gora), bil je učitelj na osnovni šoli, sekretar Zveze prijateljev mladine Ptuj, poslanec prvega sklica Državnega zbora, ob koncu delovne dobe pa je delal v društvu Ozara in tako pomagal ljudem s težavami v duševnem zdravju.
Svoja kiparska dela je doslej predstavil na štirih samostojnih in desetih skupinskih razstavah.
Izdal je tri pesniške zbirke (Mrakote, Tiktakanje, Molajke) in eno prozno delo (Zavod).

## Življenjepis
Leta 1992 je bil izvoljen v 1. državni zbor Republike Slovenije; v tem mandatu je bil član naslednjih delovnih teles:
- Odbor za notranjo politiko in pravosodje,
- Komisija za volitve, imenovanja in administrativne zadeve,
- Komisija za nadzor nad delom varnostnih in obveščevalnih služb in
- Preiskovalna komisija o politični odgovornosti posameznih nosilcev javnih funkcij za aretacijo, obsodbe ter izvršitev obsodb proti Janezu Janši, Ivanu Borštnerju, Davidu Tasiču in Franciju Zavrlu.